# 西文氏
西文氏（かわちのふみうじ）は、日本の氏族。百済から渡来した王仁を始祖とする帰化した少数の百済人。

## 概要
姓ははじめ首、天武天皇十二年（683年）九月に連を賜わり、天武天皇十四年六月に忌寸となる。延暦十年（791年）四月、宿禰の姓を賜わる。本拠地は河内国古市郡西琳寺周辺。
「文氏」とは、書にも作り、朝廷において文筆を掌ったことに基づく。大和国の東漢氏に対して西文氏と称す。
活発な経済活動を背景に、5世紀、6世紀には倭王政府の使節として働いた。
『日本書紀』雄略天皇9年秋7月条によれば、飛鳥戸郡の田辺史伯孫の娘は、古市郡の書首加竜に嫁いだとされる。
推古天皇27年の己卯年9月7日には大山上の書大阿斯高君（文首阿志高）、その子の支弥高首、阿斯高君あるいは支弥高首の子の栴檀高首、土師長兄高連、羊子首、韓会古首が西琳寺を創建したとされる。
672年の壬申の乱では、大海人皇子の舎人であった書根麻呂が大海人側につき戦っている。
根麻呂の子の文馬養は、「朝戸開けて 物思ふ時に 白露の 置ける秋萩 見えつつもとな」、「さを鹿の きたちなく野の 秋はぎは つゆ霜おひて 散りにしものを」の2首の歌が『万葉集』に採られている。

## 『西琳寺文永注記』に見える西文氏
大阪府羽曳野市にある西琳寺は西文氏の氏寺であり、当寺に伝わる縁起書（『西琳寺文永注記』）によれば、志貴嶋天皇20年の己卯年9月7日に、大山上の書大阿斯高君（文首阿志高）、その子の支弥高首、阿斯高君あるいは支弥高首の子の栴檀高首、土師長兄高連、羊子首、韓会古首が創建したという。大山上は大化5年（649年）に制定された十九階の官位の一つで、のちの正六位上下あたりに相当し、中流官人である。「己卯年」は推古天皇27年（619年）と考えられている。